# Laurent Truguet
Laurent Truguet (Tolone, 10 gennaio 1752 – Tolone, 26 dicembre 1839) è stato un ammiraglio francese.

## Biografia

### Primi imbarchi
Di famiglia aristocratica, fu nominato guardiamarina nel 1765. Fu assegnato in forza alle navi Hirondelle, Provence, Atalante, Pléiade e Chimère. Ottenne diversi riconoscimenti, assegnati da Luigi XV ai soldati più valorosi. Divenne enseigne de vaisseau nel 1773 e nel 1778 aveva già preso parte a 8 campagne quando fu dichiarata guerra alla Gran Bretagna.
Durante la guerra d'America, prestò servizio sulla fregata Atalante, poi sul vascello Hector, agli ordini del conte d'Estaing, e partecipò ai combattimenti dell'isola di Saint Lucia. Tenente di vascello nel 1779, malgrado fosse stato gravemente ferito, salvò la vita al conte suo comandante durante l'assedio di Savannah e per questo fu nominato cavaliere dell'Ordine di San Luigi.
Imbarcato sul Languedoc prima e sul Citoyen poi, partecipò alle battaglie delle squadre navali del conte di Guichen e dell'ammiraglio de Grasse (battaglie della Baia di Chesapeake, di Saint Kitts e delle Saintes).
Capitano di corvetta nel 1784, fu inviato a Costantinopoli come assistente dell'ambasciatore e qui fu addetto all'addestramento dei Turchi in materia di fortificazioni, artiglieria, fonderia e costruzione di navi. Ebbe il comando del Torleton, un brick sul quale effettuò rilievi idrografici dei Dardanelli fra il 1785 e il 1786; nel 1787 pubblicò a Costantinopoli un Trattato di marina.

### Durante la Rivoluzione
Tornato in Francia nel 1789, fu inviato a Brest nel 1790 per prendere il comando di una fregata destinata a una missione che gli eventi avrebbero impedito di effettuare. Fece allora un viaggio in Gran Bretagna per completarvi le sue conoscenze di nautica. Capitano di vascello il 1º gennaio 1792, fu promosso nel luglio successivo a contrammiraglio e gli fu assegnato il comando delle forze navali del Mediterraneo, sul vascello Tonnant. Bombardò Nizza, Villafranca e il 22 novembre 1792 partecipò con la sua flotta, di concerto con il generale di fanteria Anselme, alla conquista della città ligure di Oneglia, enclave sabaudo nel genovese, mentre il generale Montesquiou s'impadroniva della Savoia.
Fu incaricato, lo stesso anno, di cooperare con la sua flotta alla conquista dell'isola di Sardegna. Si disponeva a bombardare Cagliari, quando fra le truppe da sbarco scoppiò un'insurrezione che lo costrinse a togliere l'assedio ed a reimbarcarle, decisivo fu anche l'intervento di numerosi volontari sardi e dei loro mastini, probabilmente progenitori dell'odierno pastore fonnese, come documentato da Padre Antonio Bresciani.

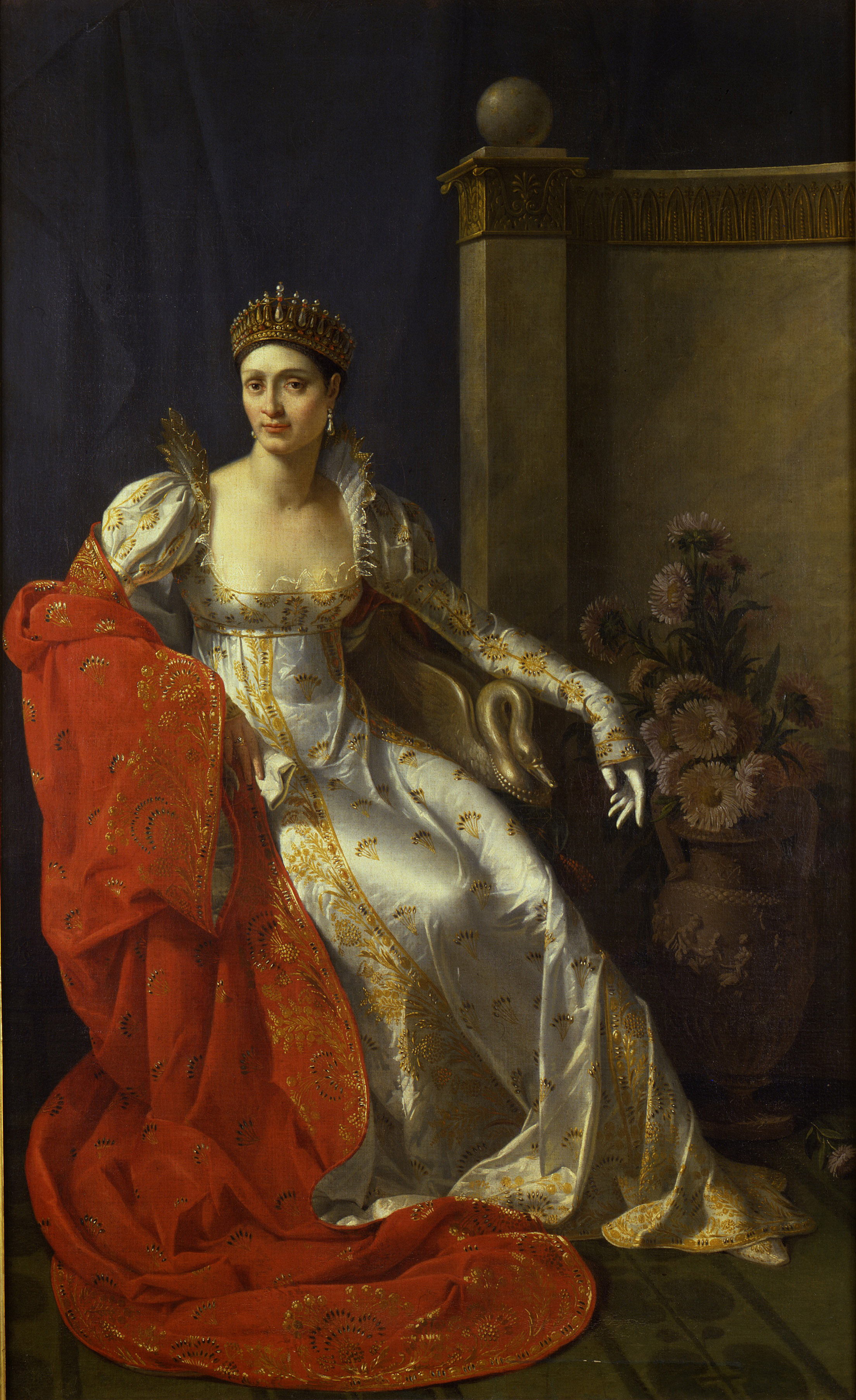
Elisa Bonaparte

Al rientro, passando per la Corsica, fu ricevuto dalla famiglia Bonaparte ed accennò ad un inizio d'idillio con Elisa, sorella del futuro imperatore. Ebbe sempre relazioni di vicinanza con la famiglia di Napoleone.
Di ritorno a Tolone nel marzo 1793, si recò a Parigi dove ottenne l'adozione di un codice penale marittimo, finalizzato a prevenire nuove insurrezioni ed ammutinamenti, ma che provocò dei tumulti nei porti. Destituito il 31 marzo, fu arrestato per effetto della pubblicazione della loi des suspects (legge dei sospetti). Fu liberato il 9 termidoro, alla morte di Robespierre.
Fu promosso ammiraglio di divisione nel 1795 e nominato ministro della marina dal Direttorio dal novembre 1795 al luglio 1797. Durante il mandato ristabilì disciplina ed ordine nei porti e negli arsenali, richiamò anziani ufficiali estromessi dagli avvenimenti politici, fece riprendere le ostilità con la Gran Bretagna e, su pressione del generale Hoche, presentò al Direttorio un progetto di spedizione di 30.000 uomini in Irlanda, nonché 60.000 sulle coste di Scozia e Inghilterra, con Morard de Galles come comandante delle forze di mare. L'operazione fu un fiasco. Organizzò ed inviò poi nell'Oceano indiano la divisione di fregate agli ordini del Sercey.
Si sforzò di far rispettare nelle colonie il decreto di abolizione della schiavitù del 1794 ed appoggiò la fondazione nei pressi di Parigi di un collegio destinato ai bambini neri e meticci; questo collegio accolse fra gli altri i figli di Toussaint Louverture. Fu poi chiuso da Denis Decrès nel 1802.
Truguet prese anche l'iniziativa di far redigere un nuovo regolamento di tattica navale, che fu adottato nell'anno V e che infrangeva la tradizione esclusivamente difensiva ratificata dal regolamento del 1769. Ufficializzò e organizzò la costituzione di una squadra leggera d'attacco in seno a ciascuna flotta. Questo regolamento fu poi completato da quello dell'anno X, ispirato anch'esso dal Truguet.
In occasione del rimpasto ministeriale che preparava la strada al colpo di Stato del 18 fruttidoro dell'anno V, fu sostituito da Georges-René Pléville Le Pelley. Gli fu attribuita comunque l'ambasciata di Francia in Spagna, ma fu radiato dai quadri con la scusa di non essere tornato tempestivamente in servizio alla fine del mandato ministeriale; il ministro degli esteri Talleyrand, del quale Truguet aveva riscontrato malversazioni in Spagna, utilizzò questo pretesto per estraniarlo dalla vita politica.
Esiliato nei Paesi Bassi, ci restò 9 mesi. Tornato dall'Egitto, Napoleone gli offrì la carica di ministro della marina. Truguet la rifiutò, ma accettò la nomina al consiglio di stato (20 settembre 1801).
Ebbe a redigere quattro relazioni per il Primo Console, proponendo una riorganizzazione della marina, e soprattutto prese posizione contro la ri-legalizzazione della schiavitù, in nome delle sue solide convinzioni repubblicane, per le quali la egalité era uno dei principali acquisti della rivoluzione. Fu forse il solo ufficiale a prendere una simile posizione e ad opporsi a Napoleone su questo punto. Fu attaccato violentemente dalle fazioni del ripristino dell'antico sistema coloniale. Le sue coraggiose prese di posizione furono oggetto di derisione ed il primo Console lo richiamò gravemente.
Nel 1802 ebbe il comando dell'armata navale combinata, riunita a Cadice, col grado di "ammiraglio capo". A Truguet rispondevano le squadre di Linois, di Gantheaume e di Bedout. Con la pace di Amiens, l'ammiraglio rientrò a Parigi.

### Durante l'Impero
Alla ripresa della guerra, Bonaparte affidò a Truguet l'organizzazione ed il comando dell'armata navale di Brest, prima sullo Alexandre, poi sul Vengeur. Nel 1804, mentre in tutta la flotta i comandanti sollecitavano agli equipaggi la sottoscrizione di una petizione "spontanea" per chiedere una corona imperiale per Napoleone, Truguet prese pubblicamente posizione contro la costituzione di un impero in una lettera divenuta storica. La lettera gli valse 5 anni di gravi disgrazie, con la perdita di tutti suoi titoli ed anche la decadenza dalla légion d'honneur.
Nel 1809, tuttavia, l'imperatore lo chiamò alla prefettura marittima di Rochefort dopo averne destituito l'ammiraglio Pierre Martin (che era entrato in urto col consiglio di guerra a seguito del processo ai capitani responsabili del disastro dell'attacco britannico nella rada dell'Isola di Aix). L'anno successivo Napoleone conferì a Truguet l'amministrazione marittima dell'Olanda. Ripiegando per l'invasione straniera, Truguet fu uno degli ultimi ad abbandonare le posizioni.

### Al ritorno della monarchia

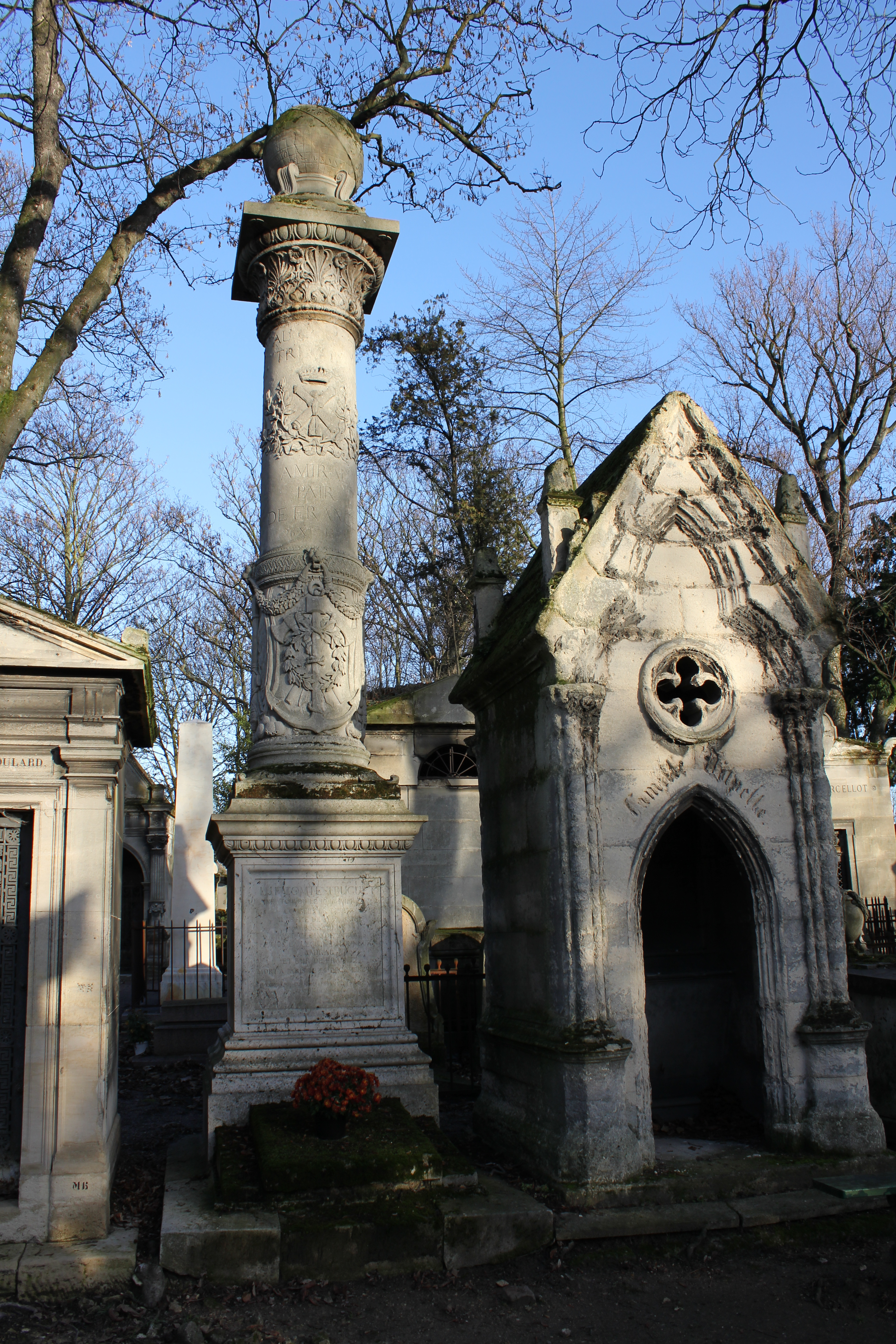
Tomba dell'ammiraglio Truguet al cimitero di Père-Lachaise

L'ammiraglio Truguet tornò a Parigi, dove Luigi XVIII lo reintegrò in servizio alla testa del corpo della marina e gli conferì il cavalierato di gran croce della Légion d'honneur. Durante i cento giorni, non ricevette da Napoleone né incarichi né favori.
Alla seconda restaurazione fu incaricato del comando supremo di Brest, col rango di prefetto di mare, e gli fu ordinato di salvaguardare l'arsenale cittadino contro l'occupazione di truppe straniere che andavano avvicinandosi. Ci riuscì e per ricompensa Luigi XVIII gli attribuì la gran croce dell'ordine di San Luigi, il titolo di conte e quello di pari di Francia il 5 maggio 1819.
Dopo la rivoluzione di luglio, Truguet fu promosso al grado più alto della marina, quello di ammiraglio, equivalente al maresciallo di Francia.
Morì nel 1839 all'età di 87 anni ed è sepolto a Parigi nel cimitero di Père-Lachaise.

## Il bilancio
Certamente uno dei marinai francesi più competenti della sua generazione, malgrado di origine aristocratica, Truguet fu un convinto repubblicano. Fu un ministro efficace nel ristabilire un po' d'ordine nella marina dopo gli eccessi del Terrore. Per contro, ebbe delle corresponsabilità nel fiasco della spedizione in Irlanda.
Le sue coraggiose prese di posizione - non furono in tanti ad osteggiare il ritorno alla schiavitù e l'impero - gli valsero rapporti complessi e spesso tempestosi con Napoleone, che tuttavia lo considerava uno dei migliori ammiragli e che si affidava a lui per missioni delicate in circostanze difficili.
Truguet è ritratto sull'Arco di Trionfo.